# جری اسکوتی
جری اسکوتی (انگلیسی: Gerry Scotti؛ زادهٔ ۷ اوت ۱۹۵۶) یک مجری تلویزیون، سیاستمدار و بازیگر اهل ایتالیا است. وی از سال ۱۹۸۳ میلادی تاکنون مشغول فعالیت بوده‌است.
از فیلم‌ها یا مجموعه‌های تلویزیونی که وی در آن‌ها نقش داشته است، می‌توان به سرانجام، منزل اشاره نمود.